# 路易·B·梅耶
路易·伯特·梅耶（英語：Louis Burt Mayer，1884年7月12日—1957年10月29日），本名拉扎爾·梅厄（Lazar Meir），生于俄罗斯帝国明斯克，犹太人，好莱坞米高梅电影公司创始人之一。1998年的时代周刊将其评为20世纪最重要的100个人物。

## 生平
路易·B·梅耶出生于欧洲一个贫苦的犹太人家庭，19世纪80年代，他们一家搬到了加拿大，他的父亲以捡破烂为生。高中时的梅耶时常帮助家里，19岁那年他还在波士顿建立了自己的废品回收事业，后来马萨诸塞州买下了一家剧院，并把它经营成新英格兰地区最大的连锁剧院。他很幸运地获得了格里菲斯的《一个国家的诞生》在这一地区的发行权，并在好莱坞注册了梅耶电影公司。1918年他成立了路易·B·梅耶制片公司，并通过梅耶电影公司来发行影片。当时，他的公司作为一家独立制片厂拍摄的通常是一些爱情电影。1924年马库斯·罗伊（Marcus Loew）买下了梅耶以及另一家公司，组建了米高梅电影公司并任命梅耶负责西海岸的经营工作，米高梅电影公司的梅指的就是他的姓氏梅耶。后来米高梅的生意蒸蒸日上，云集了众多明星和技术人员，甚至有人说米高梅“明星比天上的星星还多”。
梅耶利用威胁、恐吓以及哄骗等等所有的办法管理明星们，奖励顺从听话的演员，惩罚与他作对的。演员罗伯特·泰勒（Robert Taylor）有一次要求加薪，结果从梅耶的办公室走出来后说“我没有得到加薪，却多了一位父亲”。虽然他的无情招来了一些敌人，不过就连反对者都承认他在管理上的才能。在他的管理下，米高梅高产而又高质，有的时候平均每个星期都要开拍一部电影。1936年时，他成为美国第一个获得100万美元年薪的管理人员。一直到1944年，他都是收入最高的高管。不过梅耶逐渐同欧文·托尔伯格之间产生了矛盾，萨尔伯格一度威胁说要辞职，然而萨尔伯格在1936年因肺炎去世，算是终结了他们两人之间的冲突。萨尔伯格死后梅耶权利就更大了，但梅耶跟大的敌人是他自己的老板，米高梅母公司罗伊公司的总裁尼古拉斯·申克（Nicholas Schenck）。两人的矛盾从1929年就开始了，当时申克甚至打算卖掉米高梅公司。1948年后由于电视的发明以及公众品味的变化，米高梅失去了往日的风光，连续三年时间米高梅没有获得什么主要的奥斯卡奖，尼古拉斯·申克和梅耶之间的冲突更加激化。三年后申克开除了梅耶，而他已经在米高梅待了24个年头。梅耶想策反董事会但没能成功，1950年他获得了奥斯卡荣誉奖。1957年，梅耶因白血病逝于洛杉矶。他还曾资助奥斯卡奖，美国电影协会的图书馆也是以他的名字命名的。

## 延伸阅读
- Eyman, Scott. . Simon & Schuster. 2005. ISBN 0-7432-0481-6.
- Hay, Peter. (1991). MGM: When the Lion Roars Turner Publishing. ISBN 187868504X
- Higham, Charles. . Pan Books. 1993. ISBN 0-330-33314-3.
- Gabler, Neal. . Crown. 1988. ISBN 0-385-26557-3.
- Crowther, Bosley (March 1960). Hollywood Rajah: The Life and Times of Louis B. Mayer. Holt, Rinehart and Winston. (Reviewed by John K. Hutchens, New York Herald Tribune, March 21, 1960, p. 15.)